# 全日本山岳写真協会
全日本山岳写真協会（ぜんにほんさんがくしゃしんきょうかい、Alpine Photograph Japan）は、日本の山岳写真家の組織団体。
山岳に関する写真、自然の写真を通して写真表現技術の向上、および一般写真文化の普及発展の一翼を担うべく設立されたプロ・アマ合同の全国組織の団体。
現在、約350名の会員を擁している。
現在の理事長は宮本宏明。副理事長は関谷智彦、大野崇。

## 所在地
全日本山岳写真協会事務局
〒130-0026　東京都墨田区両国2-2-14 三木ビル202

## 沿革
1947年（昭和22年）、塚本閤治（故人、初代会長）、小合正勝（故人、元相談役）らにより創立。創立後、川崎吉蔵（故人、元山と溪谷社社長）を加え、当時の山岳写真界のリーダー的性格を明確にした。その後、名称を日本山岳写真協会（にほんさんがくしゃしんきょうかい）とし、1977年（昭和52年）に全日本山岳写真協会と改称し三木慶介（故人）が理事長となる。

## 全日本山岳写真展
全日本山岳写真協会主催。毎年東京芸術劇場で行われる、日本最大級の山岳写真展。
巡回展を、朝日新聞社東京本社コンコース、愛知芸術文化センター、静岡市民ギャラリーで開催。

## 写真展の沿革
写真展は創立と同時に第1回山岳写真展を桜田会館で開催。以後、第2回展を東京山岳写真同人と合同で開催し、会場も日本橋白木屋、小西六ギャラリー、京王百貨店等と変わり、年々実績を重ね、1964年度展より、東京新宿小田急グランドギャラリーにて開催され、この年より全国山岳写真愛好家に呼びかけ、公募部門を設け「全日本山岳写真展」として、プロ・アマ不問の全国規模の写真展となり、多くの山岳写真愛好家の注目を集めるようになった。1991年度展は池袋サンシャインシティで開催、創立45周年を迎えた1992年は以降、写真展を東京芸術劇場で開催。

## 会の活動
- 例会

月1回開催。月例コンテスト、写真の勉強会、会員の山行報告、事務連絡、メーカーによる製品紹介等。
- 月例コンテスト

隔月でカラーの部とモノクロの部を実施。会員の互選により順位を付け、年間の累計点で年度賞を決定。年に2回は外部講師を招き、選考委員とは違った観点での講評、講話をお願いしている。
- 撮影会

会員の親睦と撮影の技術の向上を目的に、年に3〜4回季節を変えて実施している。撮影会で撮影した作品によるミニコンテストも実施。
- 月報

B5判8ページの月報を毎月発行している。
- 全日本山岳写真展

協会最大のイベントで、1992年以降は毎年9月に池袋・東京芸術劇場の展示ギャラリーで開催している（2011年は東京芸術劇場が改修工事のため、新宿・ヒルトピアアートスクエアで開催）。展示作品数400点という規模は、山の写真展としては日本最大級。熱心なファンも多く、会期中は開場前から行列ができるほど好評を博している。

## 出版写真集
- 『山稜の四季』山と溪谷社。ISBN 978-4817944092。
- 写真集「山稜」

毎年、全日本山岳写真展の作品を収録した写真集を自費出版している。
その他会員の写真集、多数。